# Kiato
Kiato este un oraș în Grecia.